# Kabinett Kan (1. Umbildung)
Das zum ersten Mal umgebildete Kabinett Kan (jap. 菅改造内閣, Kan kaizō naikaku) regierte Japan von einer Kabinettsumbildung am 17. September 2010 bis zu einer erneuten Umbildung am 14. Januar 2011. Premierminister Naoto Kan hatte am 14. September 2010 die Wahl zum Vorsitzenden der Demokratischen Partei gewonnen und anschließend Staats- und Parteiführung neu besetzt. Außenminister Katsuya Okada wechselte als Generalsekretär in die Parteispitze.
Sechs Staatsminister wurden aus dem Vorgängerkabinett übernommen, fünf davon behielten ihr altes Ressort. Bei Amtsantritt waren einschließlich des Premierministers zwölf Minister Abgeordnete im Shūgiin, dem Unterhaus, und fünf im Sangiin, dem Oberhaus.
Einen Tag nach dem Parteitag der Demokratischen Partei am 13. Januar 2011 bildete Kan das Kabinett erneut um.

## Staatsminister
| Amt | Name                                  | Bild               | Kammer  | Fraktion         | Faktion (en) |
| --- | ------------------------------------- | ------------------ | ------- | ---------------- | ------------ |
| Premierminister | Naoto Kan                             | Naoto Kan          | Shūgiin | DPJ              | (Kan)        |
| Staatsminister, die ein Ministerium leiten |                                       |                    |         |                  |              |
| Minister für Innere Angelegenheiten und Kommunikation Staatsminister zur „Beförderung der Souveränität der Regionen“ (chiiki shuken suishin) zuständig für die „Belebung der Regionen“ (chiiki kasseika) | Yoshihiro Katayama                    | Yoshihiro Katayama | —       | —                | —            |
| Justizminister zuständig für die Entführungsfrage | Minoru Yanagida bis 22. November 2010 | Minoru Yanagida    | Sangiin | DPJ              | Kawabata     |
| Justizminister zuständig für die Entführungsfrage | Yoshito Sengoku ab 22. November 2010  | Yoshito Sengoku    | Shūgiin | DPJ              | Maehara      |
| Außenminister | Seiji Maehara                         | Seiji Maehara      | Shūgiin | DPJ              | Maehara      |
| Finanzminister | Yoshihiko Noda                        | Yoshihiko Noda     | Shūgiin | DPJ              | Noda         |
| Minister für Bildung, Kultur, Sport, Wissenschaft und Technologie | Yoshiaki Takaki                       | Yoshiaki Takaki    | Shūgiin | DPJ              | Kawabata     |
| Minister für Gesundheit, Arbeit und Soziales | Ritsuo Hosokawa                       | Ritsuo Hosokawa    | Shūgiin | DPJ              | Kan          |
| Minister für Landwirtschaft, Forsten und Fischerei | Michihiko Kano                        | Michihiko Kano     | Shūgiin | DPJ              | —            |
| Minister für Wirtschaft, Handel und Industrie | Akihiro Ōhata                         | Akihiro Ōhata      | Shūgiin | DPJ              | Hatoyama     |
| Minister für Land, Infrastruktur und Transport Staatsminister für Angelegenheiten von Okinawa und der Nördlichen Territorien zuständig für maritime Angelegenheiten                                      | Sumio Mabuchi                         | Sumio Mabuchi      | Shūgiin | DPJ              | —            |
| Umweltminister Staatsminister für Katastrophenschutz | Ryū Matsumoto                         | Ryū Matsumoto      | Shūgiin | DPJ              | Yokomichi    |
| Verteidigungsminister | Toshimi Kitazawa                      | Toshimi Kitazawa   | Sangiin | DPJ              | Hata         |
| Chefkabinettssekretär |                                       |                    |         |                  |              |
| Chefkabinettssekretär | Yoshito Sengoku                       | Yoshito Sengoku    | Shūgiin | DPJ              | Maehara      |
| Staatsminister ohne Ministerium |                                       |                    |         |                  |              |
| Vorsitzende der Nationalen Kommission für Öffentliche Sicherheit Staatsministerin für Verbraucher und Lebensmittelsicherheit, Bekämpfung des Geburtenrückgangs, Geschlechtergleichstellung               | Tomiko Okazaki                        | Tomiko Okazaki     | Sangiin | DPJ              | Yokomichi    |
| Staatsminister für den Finanzsektor zuständig für Reform des Postwesens | Shōzaburō Jimi                        | Shōzaburō Jimi     | Sangiin | Neue Volkspartei | —            |
| Staatsminister für Wirtschafts- und Finanzpolitik, Wissenschafts- & Technologiepolitik zuständig für Weltraumentwicklung                                                                                 | Banri Kaieda                          | Banri Kaieda       | Shūgiin | DPJ              | Hatoyama     |
| Staatsminister für „neues Gemeinwesen“ (atarashii kōkyō) zuständig für „Nationale Strategie“ (kokka senryaku)                                                                                            | Kōichirō Gemba                        | Kōichirō Gemba     | Shūgiin | DPJ              | –            |
| Staatsministerin für die „Erneuerung der Verwaltung“ (gyōsei sasshin) zuständig für Reform des Beamtentums                                                                                               | Renhō (Murata)                        | Renhō Murata       | Sangiin | DPJ              | Noda         |

Anmerkung: Der Premierminister gehört während seiner Amtszeit offiziell keiner Faktion an.
Die Staatsminister ohne Ministerium sind naikaku-fu tokumei tantō daijin („Staatsminister beim Kabinettsbüro für besondere Aufgaben“). Zusätzliche besondere Verantwortungsbereiche kursiv.
Als mögliche Vertreter des Premierministers nach Artikel 9 des Kabinettsgesetzes wurden designiert:
1. Yoshito Sengoku,
2. Seiji Maehara,
3. Michihiko Kano,
4. Toshimi Kitazawa und
5. Ritsuo Hosokawa.

## Staatssekretäre
Bei Antritt der Staatsminister begann die Amtszeit der stellvertretenden Chefkabinettssekretäre und des Leiters des Legislativbüros des Kabinetts. Die Staatssekretäre (fuku-daijin, „Vizeminister“, engl. Senior Vice Minister) und die parlamentarischen Staatssekretäre (daijin seimukan, engl. Parliamentary Secretary) wurden am 21. September 2010 berufen.
| Amt                                                                   | Name                                 | Kammer                               | Fraktion                             | Faktion (en)                         |
| Kabinettssekretariat, Legislativbüro                                  | Kabinettssekretariat, Legislativbüro | Kabinettssekretariat, Legislativbüro | Kabinettssekretariat, Legislativbüro | Kabinettssekretariat, Legislativbüro |
| --------------------------------------------------------------------- | ------------------------------------ | ------------------------------------ | ------------------------------------ | ------------------------------------ |
| Stellvertretende Leiter des Kabinettssekretariats                     | Motohisa Furukawa                    | Shūgiin                              | DPJ                                  | Maehara                              |
| Stellvertretende Leiter des Kabinettssekretariats                     | Tetsurō Fukuyama                     | Sangiin                              | DPJ                                  | Maehara                              |
| Stellvertretende Leiter des Kabinettssekretariats                     | Kin’ya Takino                        | —                                    | —                                    | —                                    |
| Leiter des Legislativbüros des Kabinetts                              | Shin’ichirō Kajita                   | —                                    | —                                    | —                                    |
| Sonderberater des Premierministers                                    |                                      |                                      |                                      |                                      |
| Sonderberater zur Belebung ländlicher Gebiete                         | Katsuya Ogawa                        | Sangiin                              | DPJ                                  | Hatoyama                             |
| Sonderberater für Nationale Strategie                                 | Kōichi Katō                          | Shūgiin                              | DPJ                                  | Kan                                  |
| Sonderberater für Erneuerung der Verwaltung und Öffentlichkeitsarbeit | Manabu Terata                        | Shūgiin                              | DPJ                                  | Kan                                  |
| Staatssekretäre („Vizeminister“)                                      |                                      |                                      |                                      |                                      |
| Kabinettsbüro                                                         | Shōzō Azuma                          | Shūgiin                              | DPJ                                  | Ozawa                                |
| Kabinettsbüro                                                         | Yoshinori Suematsu                   | Shūgiin                              | DPJ                                  | Kan                                  |
| Kabinettsbüro                                                         | Tatsuo Hirano                        | Sangiin                              | DPJ                                  | Ozawa                                |
| Innere Angelegenheiten und Kommunikation                              | Katsumasa Suzuki                     | Shūgiin                              | DPJ                                  | Ozawa                                |
| Innere Angelegenheiten und Kommunikation                              | Hideo Hiraoka                        | Shūgiin                              | DPJ                                  | Kan                                  |
| Justiz                                                                | Toshio Ogawa                         | Sangiin                              | DPJ                                  | Kan                                  |
| Auswärtige Angelegenheiten                                            | Yutaka Banno                         | Shūgiin                              | DPJ                                  |                                      |
| Auswärtige Angelegenheiten                                            | Takeaki Matsumoto                    | Shūgiin                              | DPJ                                  | Noda                                 |
| Finanzen                                                              | Fumihiko Igarashi                    | Shūgiin                              | DPJ                                  | Hatoyama                             |
| Finanzen                                                              | Mitsuru Sakurai                      | Sangiin                              | DPJ                                  |                                      |
| Bildung, Kultur, Sport, Wissenschaft und Technologie                  | Ryūzō Sasaki                         | Shūgiin                              | DPJ                                  | Hatoyama                             |
| Bildung, Kultur, Sport, Wissenschaft und Technologie                  | Kan Suzuki                           | Sangiin                              | DPJ                                  | Maehara, Hatoyama                    |
| Arbeit, Gesundheit und Soziales                                       | Yōko Komiyama                        | Shūgiin                              | DPJ                                  | Maehara                              |
| Arbeit, Gesundheit und Soziales                                       | Osamu Fujimura                       | Shūgiin                              | DPJ                                  | Noda                                 |
| Landwirtschaft, Forsten und Fischerei                                 | Takashi Shinohara                    | Shūgiin                              | DPJ                                  | Kan                                  |
| Landwirtschaft, Forsten und Fischerei                                 | Nobutaka Tsutsui                     | Shūgiin                              | DPJ                                  | Yokomichi                            |
| Wirtschaft, Handel und Industrie                                      | Motohisa Ikeda                       | Shūgiin                              | DPJ                                  | Kan                                  |
| Wirtschaft, Handel und Industrie                                      | Tadahiro Matsushita                  | Shūgiin                              | Neue Volkspartei                     | —                                    |
| Land, Infrastruktur und Verkehr                                       | Wakio Mitsui                         | Shūgiin                              | DPJ                                  | Ozawa, Kawabata, Hatoyama            |
| Land, Infrastruktur und Verkehr                                       | Shūji Ikeguchi                       | Sangiin                              | DPJ                                  |                                      |
| Umwelt                                                                | Shōichi Kondō                        | Shūgiin                              | DPJ                                  | Kondō-Hiraoka                        |
| Verteidigung                                                          | Jun Azumi                            | Shūgiin                              | DPJ                                  | Maehara                              |
| Parlamentarische Staatssekretäre („Parlamentarische Sekretäre“)       |                                      |                                      |                                      |                                      |
| Kabinettsbüro                                                         | Yukihiko Akutsu                      | Shūgiin                              | DPJ                                  | Kan                                  |
| Kabinettsbüro                                                         | Yasuhiro Sonoda                      | Shūgiin                              | DPJ                                  | Hata                                 |
| Kabinettsbüro                                                         | Takashi Wada                         | Shūgiin                              | DPJ                                  |                                      |
| Innere Angelegenheiten und Kommunikation                              | Akira Uchiyama                       | Shūgiin                              | DPJ                                  | Ozawa                                |
| Innere Angelegenheiten und Kommunikation                              | Seiji Ōsaka                          | Shūgiin                              | DPJ                                  |                                      |
| Innere Angelegenheiten und Kommunikation                              | Takashi Morita                       | Sangiin                              | Neue Volkspartei                     | —                                    |
| Justiz                                                                | Takahiro Kuroiwa                     | Shūgiin                              | DPJ                                  |                                      |
| Auswärtige Angelegenheiten                                            | Makiko Kikuta                        | Shūgiin                              | DPJ                                  | Ozawa, Kawabata                      |
| Auswärtige Angelegenheiten                                            | Ikuo Yamahana                        | Shūgiin                              | DPJ                                  | Yokomichi                            |
| Auswärtige Angelegenheiten                                            | Hisashi Tokunaga                     | Sangiin                              | DPJ                                  | Maehara                              |
| Finanzen                                                              | Izumi Yoshida                        | Shūgiin                              | DPJ                                  | Hatoyama                             |
| Finanzen                                                              | Motoyuki Odachi                      | Sangiin                              | DPJ                                  | Hatoyama                             |
| Bildung, Kultur, Sport, Wissenschaft und Technologie                  | Hirofumi Ryū                         | Shūgiin                              | DPJ                                  | Hata                                 |
| Bildung, Kultur, Sport, Wissenschaft und Technologie                  | Kumiko Hayashi                       | Sangiin                              | DPJ                                  |                                      |
| Arbeit, Gesundheit und Soziales                                       | Mitsunori Okamoto                    | Shūgiin                              | DPJ                                  |                                      |
| Arbeit, Gesundheit und Soziales                                       | Masao Kobayashi                      | Sangiin                              | DPJ                                  |                                      |
| Landwirtschaft, Forsten und Fischerei                                 | Masayo Tanabu                        | Shūgiin                              | DPJ                                  | Ozawa, Hata                          |
| Landwirtschaft, Forsten und Fischerei                                 | Kenkō Matsuki                        | Shūgiin                              | DPJ                                  | Ozawa                                |
| Wirtschaft, Handel und Industrie                                      | Kaname Tajima                        | Shūgiin                              | DPJ                                  |                                      |
| Wirtschaft, Handel und Industrie                                      | Yoshikatsu Nakyama                   | Shūgiin                              | DPJ                                  | Hatoyama                             |
| Land, Infrastruktur und Verkehr                                       | Kōichirō Ichimura                    | Shūgiin                              | DPJ                                  |                                      |
| Land, Infrastruktur und Verkehr                                       | Toshiaki Koizumi                     | Shūgiin                              | DPJ                                  |                                      |
| Land, Infrastruktur und Verkehr                                       | Shōgo Tsugawa                        | Shūgiin                              | DPJ                                  | —                                    |
| Umwelt                                                                | Takeshi Hidaka                       | Shūgiin                              | DPJ                                  | Ozawa                                |
| Verteidigung                                                          | Daisuke Matsumoto                    | Shūgiin                              | DPJ                                  |                                      |
| Verteidigung                                                          | Hajime Hirota                        | Sangiin                              | DPJ                                  |                                      |

## Rücktritt
- Justizminister Yanagida trat vor einer drohenden „Rügeresolution“ (monseki ketsugian) im Sangiin nach umstrittenen Äußerungen über Auskünfte gegenüber dem Parlament zurück.[2]